# 小国ラジオ中継局
小国ラジオ中継局（おぐにラジオちゅうけいきょく）は、山形県西置賜郡小国町にある中波放送中継局である。

## 概要
- 当中継局にはNHK山形放送局ラジオ第1とYBC山形放送ラジオの中継局が置かれ、小国町や周辺地域へ電波を発射している。

## 中継局概要
| 放送局名         | 周波数  | 空中線電力 | 放送対象地域 | 放送区域内世帯数 | 中継局置局住所 住所はすべて小国町 | 開局日         |
| NHK山形ラジオ第1 | 1584kHz | 100W       | 山形県       | 約-世帯          | 小国地区                          | 1995年12月     |
| YBC山形放送      | 918kHz  | 100W       | 山形県       | 約-世帯          | 増岡地区                          | 1995年12月21日 |